# Sorgente

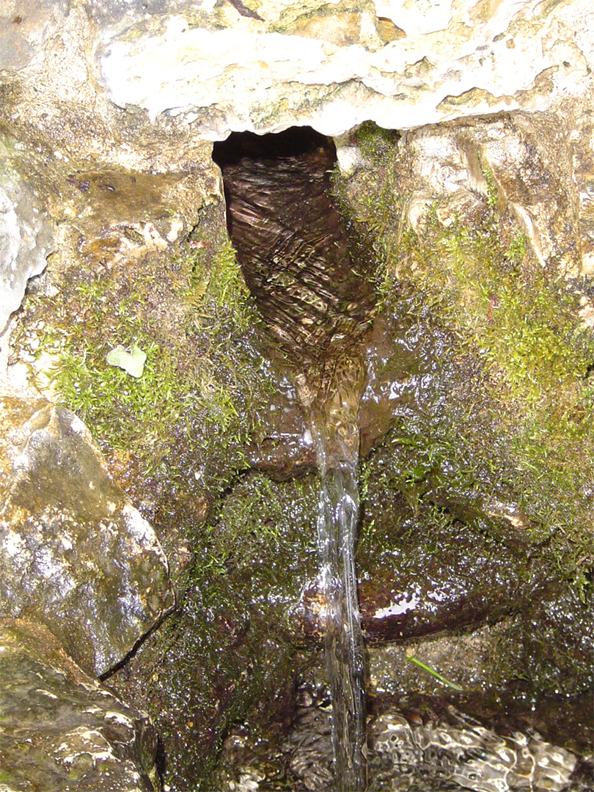
Una sorgente

In idrologia, una sorgente è un'area (più o meno estesa) della crosta terrestre dove fuoriesce, in modo del tutto naturale, una portata apprezzabile di acqua sotterranea. Secondo il modello di funzionamento di un acquifero, che avviene secondo le principali fasi di alimentazione, deflusso e scarico della portata, la sorgente rappresenterebbe dunque una via attraverso cui avviene la fase di fuoriuscita dalla falda acquifera da un punto nella superficie terrestre.

## Definizione

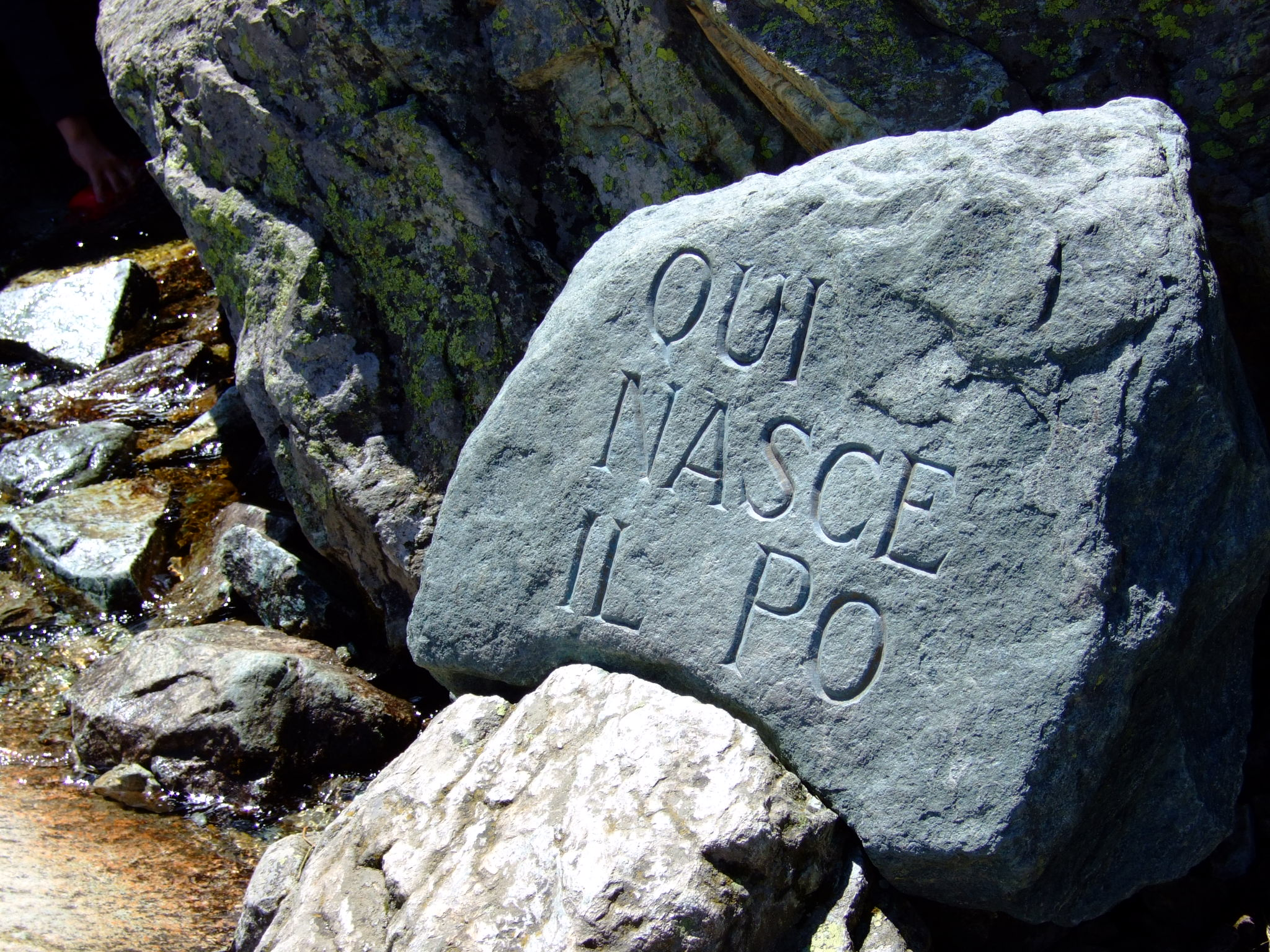
La sorgente del Po

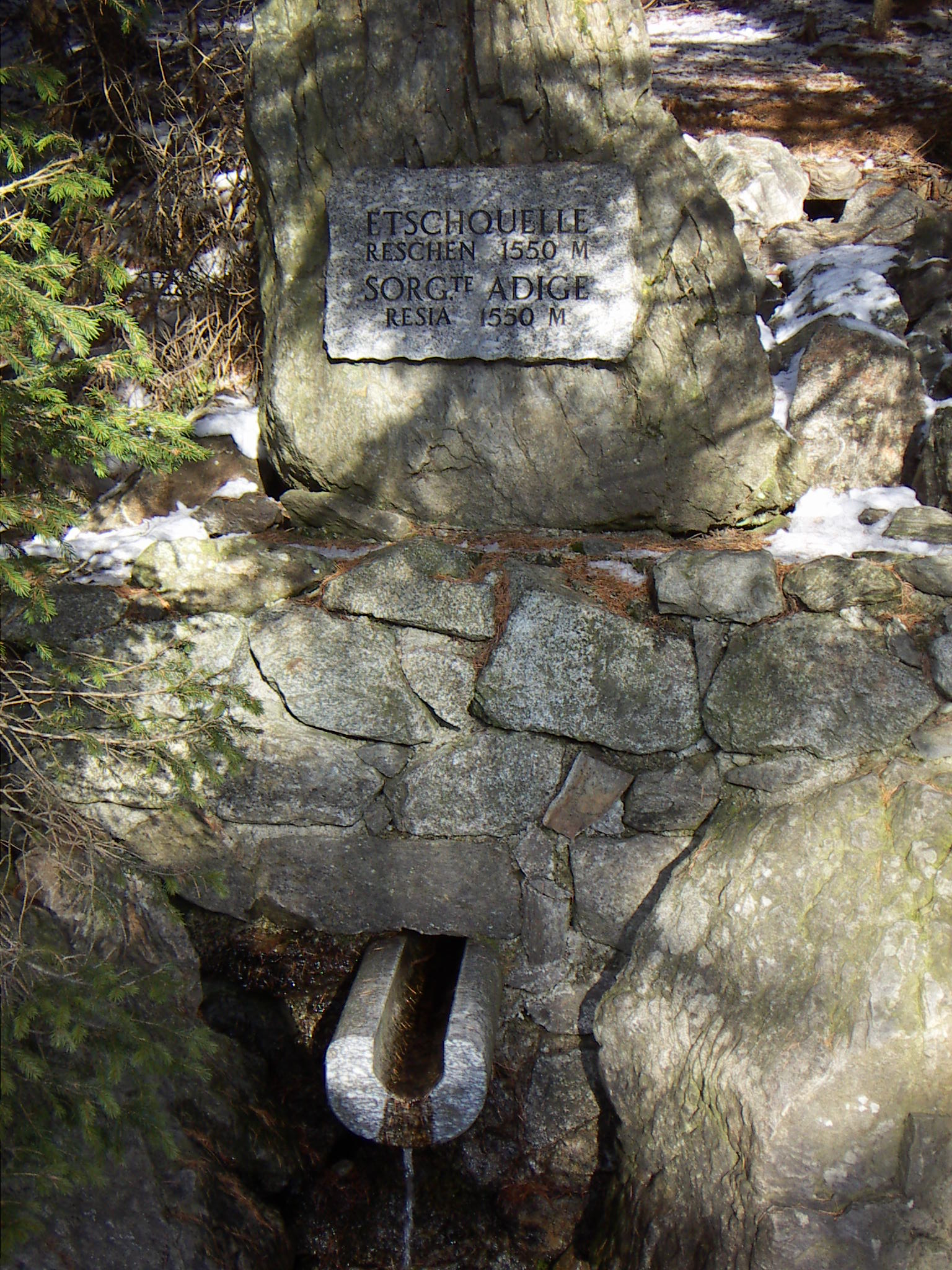
La falsa sorgente dell'Adige presso il passo Resia

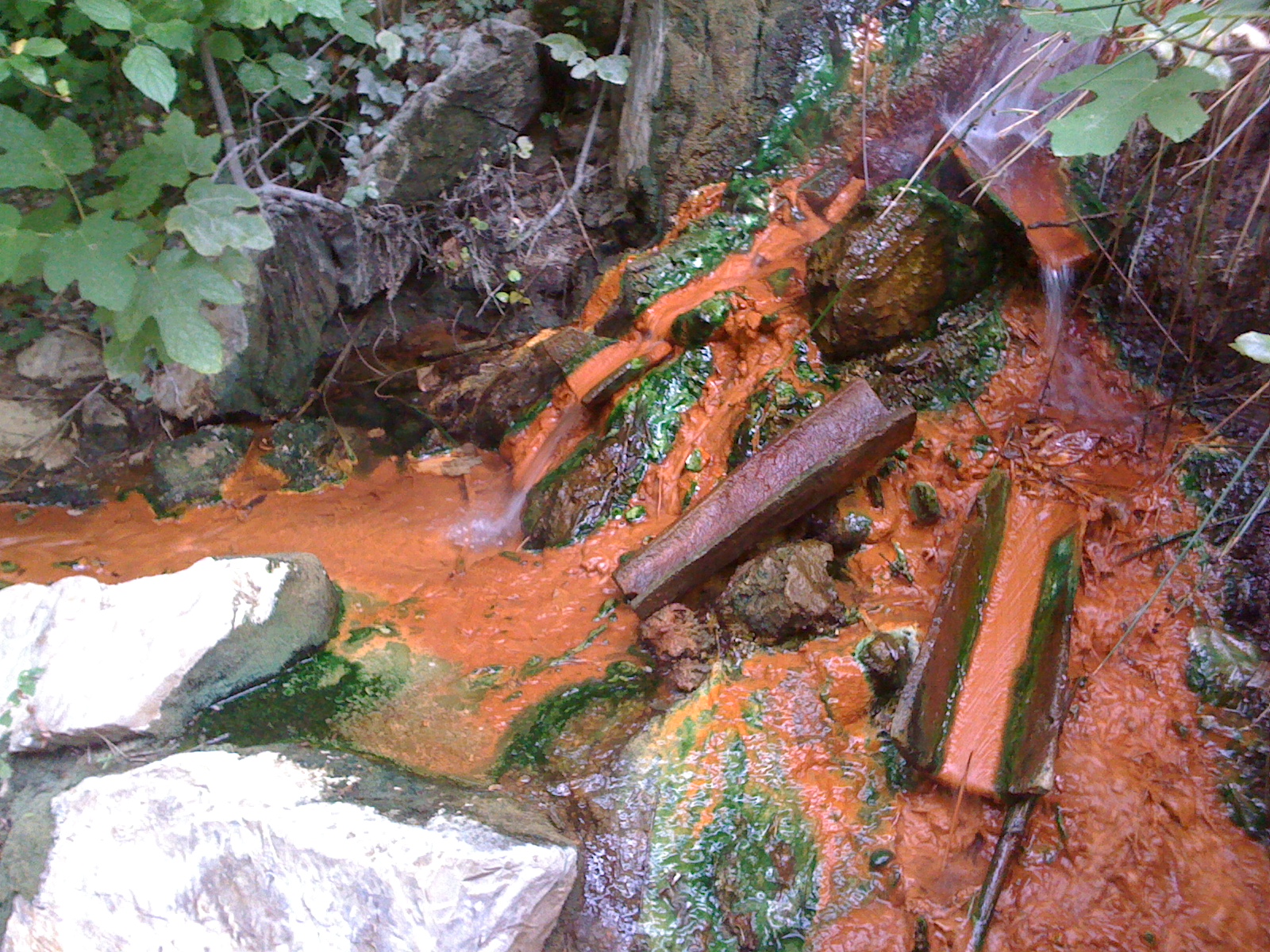
Sorgente termale di Sasso Pisano

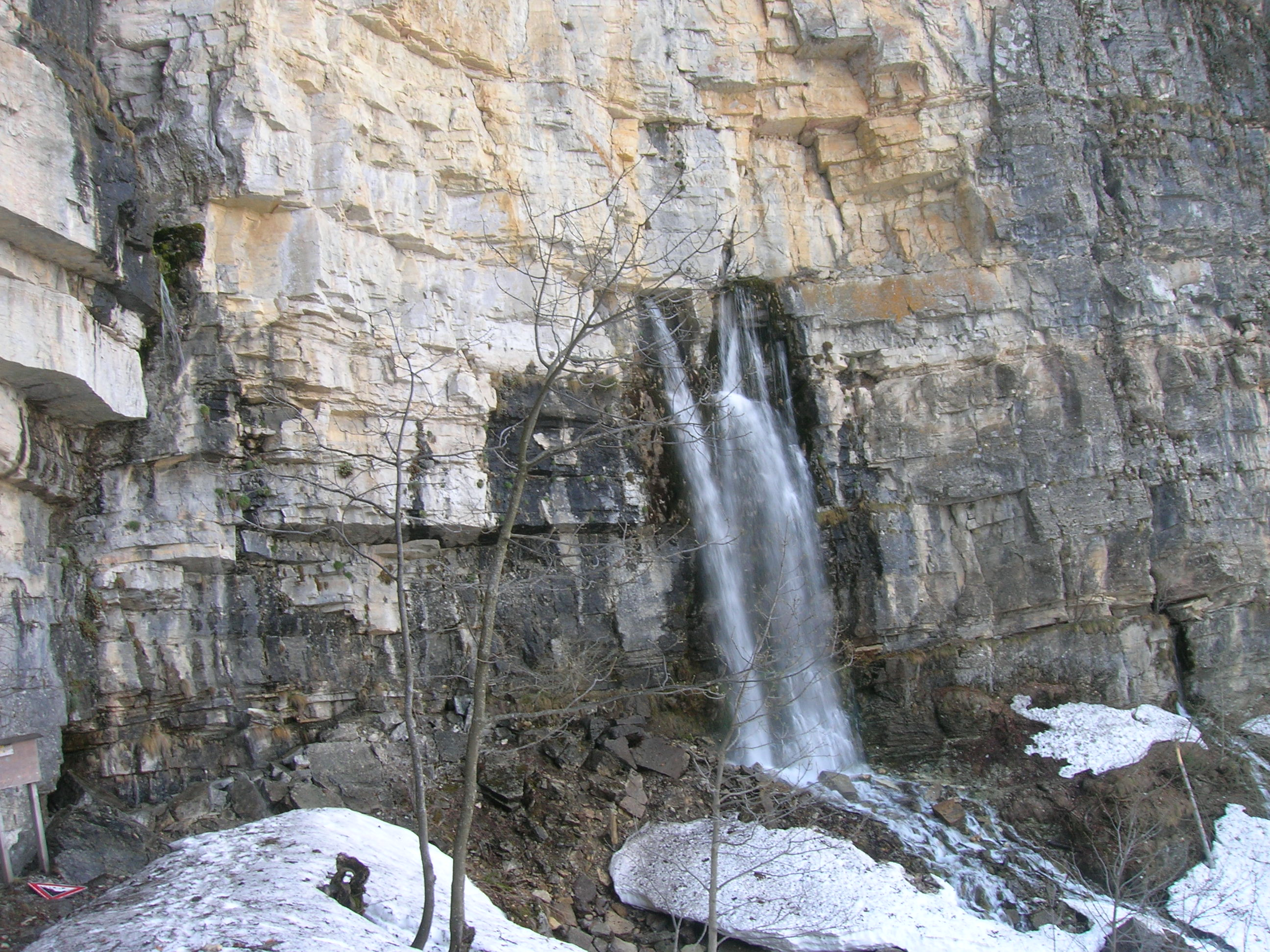
Sorgente del fiume Pesio. Questa sorgente è un perfetto esempio di Sorgente di fessura.

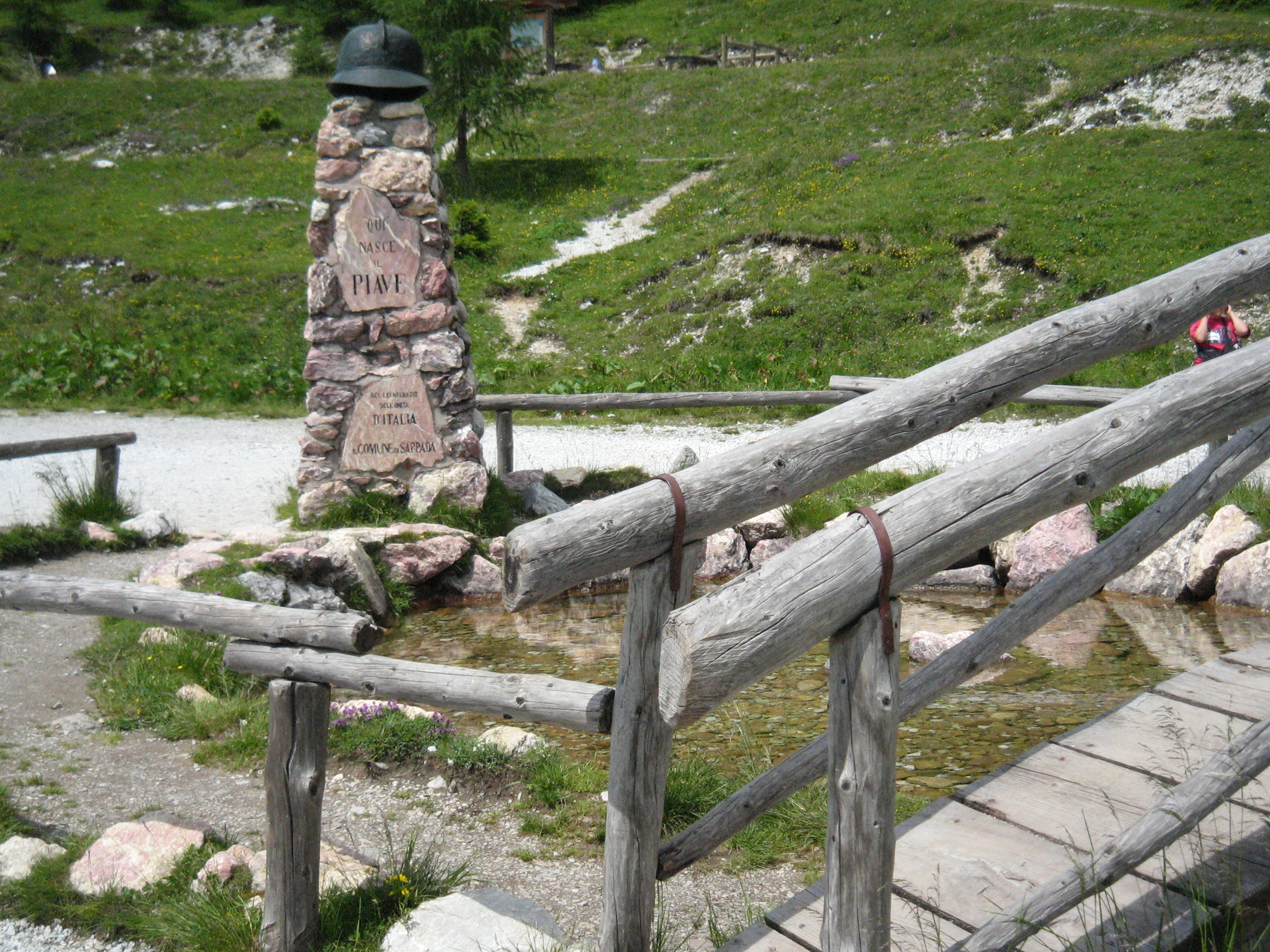
La sorgente del Piave al rifugio "Sorgenti del Piave" in Val Sesis.

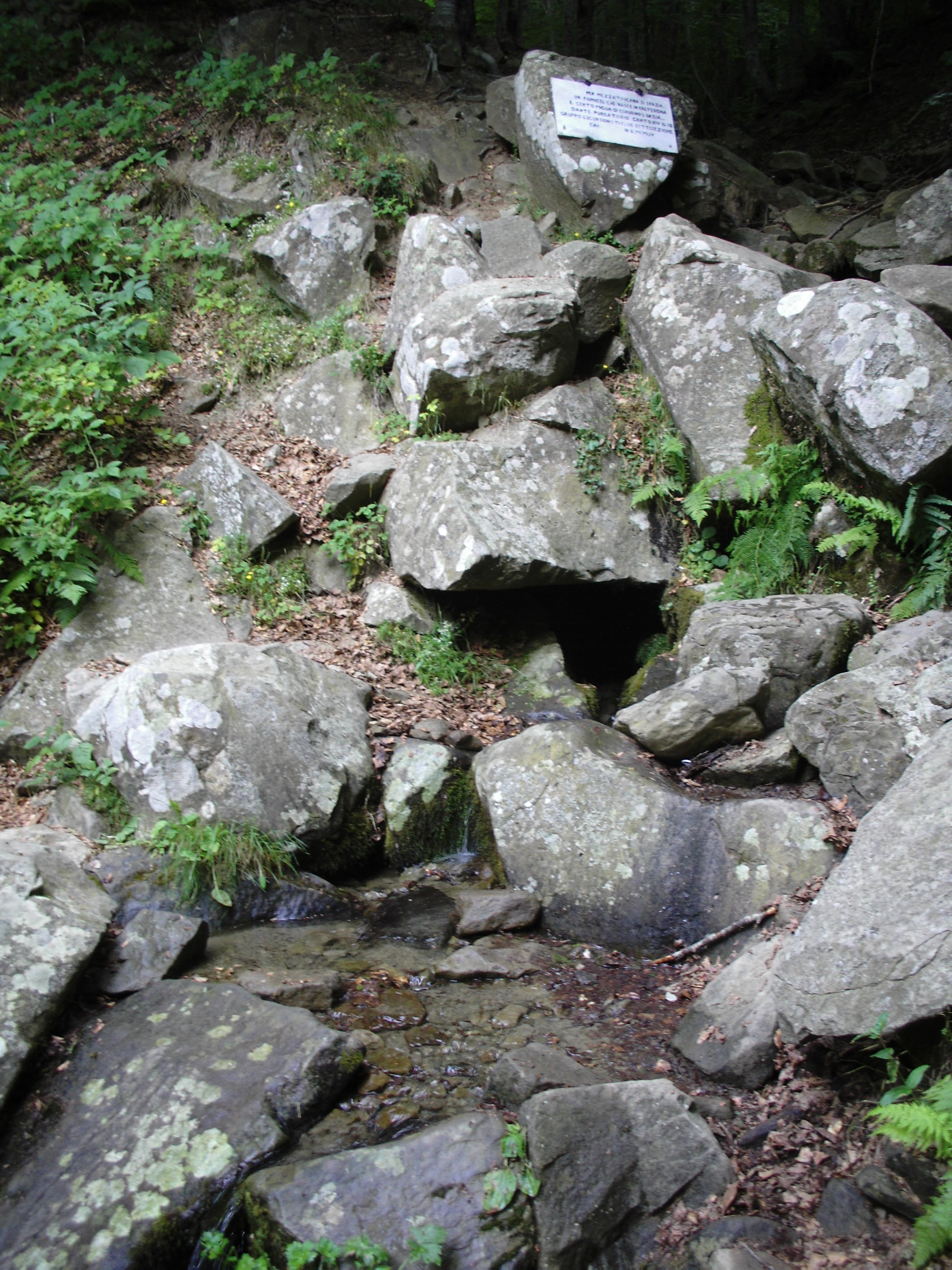
Le sorgenti dell'Arno sul Monte Falterona

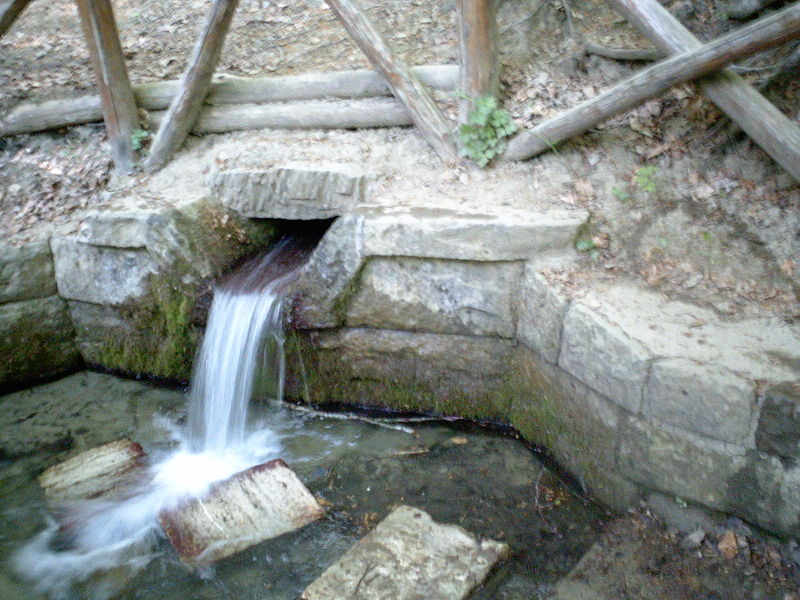
Sorgente del Tevere sul Monte Fumaiolo

Una sorgente costituisce in genere una fonte di approvvigionamento idrico che si può utilizzare per le diverse esigenze delle attività umane, senza che si alteri il delicato equilibrio idrologico della falda acquifera che la alimenta e questo perché si tratta di acque che vengono naturalmente a giorno, cioè che non sono estratte artificialmente dal suolo.
L'esistenza di una sorgente e il suo regime di funzionamento sono determinati dalle condizioni geologiche e morfologiche dell'acquifero e delle formazioni geologiche che spazialmente lo delimitano nei dintorni della sorgente stessa. L'accurata conoscenza di tali condizioni è indispensabile per la valutazione circa le possibilità di captazione delle acque della sorgente, della realizzazione delle opere atte a consentire tale captazione, per la gestione di tali acque e per la loro protezione da fenomeni di inquinamento e deterioramento della risorsa idrica.

## Tipi di sorgenti
Le situazioni geologiche che possono dare origine alle sorgenti sono le più svariate: le classificazioni fatte sotto questo aspetto sono assai numerose, poiché vi è chi fonda la suddivisione su elementi geologici (permeabilità, composizione dei terreni), chi invece la basa su elementi idrologici, chi la considera dal punto di vista tecnico e chi infine distingue le manifestazioni sorgentizie in base alla loro portata. Michele Gortani ad esempio distingue le sorgenti in 5 grandi gruppi suddivisi in sottotipi:
- sorgenti di deflusso semplice o di impregnazione:
  - sorgenti di vetta
  - sorgenti di degradazione meteorica
  - sorgenti di porosità
  - sorgenti di fessura o diaclasiche
  - sorgenti di deflusso carsico
- sorgenti di emergenza o di valle:
  - sorgenti di detrito
  - sorgenti di risultiva
  - sorgenti di lava
  - sorgenti di strato
- sorgenti di versamento:
  - sorgenti di substrato
  - sorgenti di terrazzo
  - sorgenti diaclasiche di strato
  - sorgenti carsiche di strato o substrato
- sorgenti di trabocco o sfioramento:
  - sorgenti di trabocco da una roccia
  - sorgenti di trabocco per sbarramento
- sorgenti artesiane:
  - sorgenti pseudo artesiane
  - sorgenti di conca artesiane
  - sorgenti artesiane di faglia
  - sorgenti diaclasiche o carsiche ascendenti
  - sorgenti artesiane subacquee.

Un'altra classificazione delle sorgenti è riportata nel trattato del Marchetti e distingue le manifestazioni sorgentizie in sette tipi fondamentali:
- sorgenti di vetta
- sorgenti di detrito
- sorgenti di emergenza
- sorgenti di fessura
- sorgenti di deflusso o di strato
- sorgenti di sinclinale o di trabocco
- sorgenti di sfioramento di livelli idrostatici

## Regime idraulico delle sorgenti
La portata delle sorgenti subisce nel tempo variazioni che sono in diretta relazione con le precipitazioni che avvengono nel bacino che le alimenta. Le sorgenti del fiume Volturno ad esempio presentano i massimi di portata primaverili ed estivi e i minimi autunno-invernali, mentre le precipitazioni nel bacino sono caratterizzate da massimi invernali e da minimi estivi.
Poiché le oscillazioni tra massimi e minimi si mantengono entro limiti assai modesti, si può ritenere che le acque - oltre a percorrere un lungo cammino sotterraneo prima di ritornare in superficie - subiscano anche un notevole processo di regolazione. Questo speciale regime è detto regime lacuale in contrapposizione al regime fluviale che caratterizza invece le sorgenti più modeste, che hanno una variabilità molto maggiore ed una perennità minore.
Nel ciclo di variazione di una sorgente si possono distinguere due periodi:
- quello proprio o non influenzato, quando la sorgente continua ad avere una portata senza risentire delle precipitazioni che cadono sul suo bacino
- quello influenzato quando la sorgente risente dell'influenza delle precipitazioni.

Il periodo proprio corrisponde al periodo di svuotamento delle acque immagazzinate nel sottosuolo. Il decrescere della portata di una sorgente in regime non influenzato si può rappresentare con una curva denominata curva di esaurimento della sorgente, attraverso la quale si può prevedere la portata della sorgente nel caso di periodo di siccità.
Analiticamente la curva viene rappresentata dall'espressione
- Qt = Qo e -αt

dove
- Qo è la portata all'istante t=0
- α è la costante di esaurimento.
- t è il tempo dall'inizio dell'esaurimento

Ogni sorgente è caratterizzata da una propria curva di esaurimento.